# Општина Сатулунг (Марамуреш)
Сатулунг (рум. Satulung) општина је у Румунији у округу Марамуреш.
Oпштина се налази на надморској висини од 162 m.